# Ferdinand von Zeppelin
Ferdinand Adolf Heinrich August Graf von Zeppelin (n. 8 iulie 1838, Konstanz, Marele Ducat de Baden – d. 8 martie 1917, Berlin, Imperiul German) a fost un general german și, ulterior, inventator al dirijabilelor rigide de tip Zeppelin. Numele său a devenit sinonim cu dirijabilele și a dominat zborurile pe distanțe lungi până în anii 1930. A înființat compania Luftschiffbau Zeppelin.

## Familia și viața personală

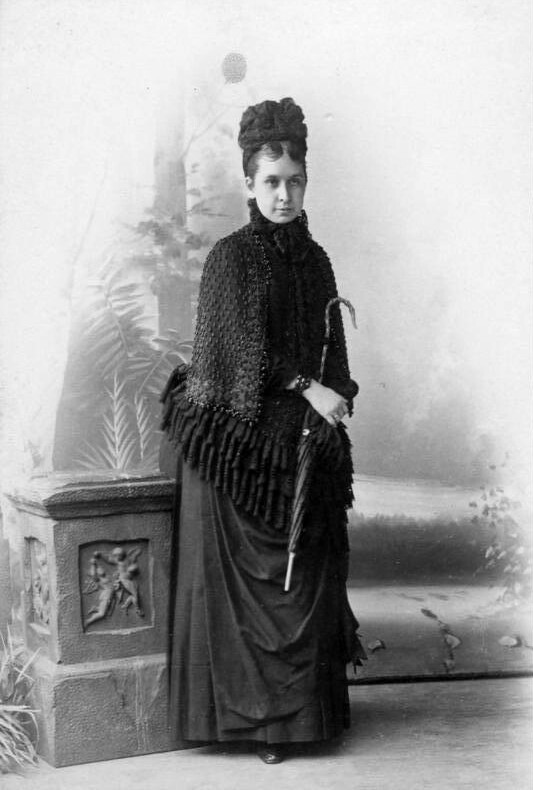
Isabella Gräfin von Zeppelin

Ferdinand provenea dintr-o veche Zepelin, orașul care a dat numele familiei, este o mică localitate situată în apropierea orașului Bützow din Mecklenburg.

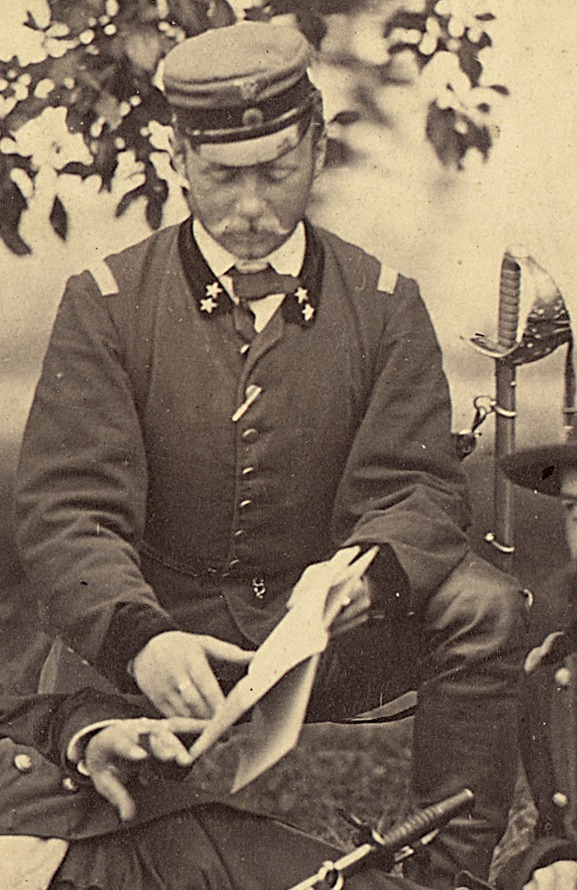
Ferdinand von Zeppelin în Virginia, iunie 1863

Ferdinand era fiul ministrului din Württemberg și Hofmarschall Friedrich Jerôme Wilhelm Karl Graf von Zeppelin (1807–1886) și al soției sale, Amélie Françoise Pauline (născută Macaire d'Hogguer) (1816–1852). Ferdinand și-a petrecut copilăria împreună cu sora și fratele său la conacul Girsberg de lângă Konstanz, unde a fost educat de profesori particulari. Ferdinand s-a căsătorit la Berlin cu Isabella Freiin von Wolff, provenind din casa Alt-Schwanenburg (aflată în actualul oraș Gulbene din Letonia, pe atunci parte a Livoniei). Cei doi au avut o fiică, Helene (Hella) von Zeppelin (1879–1967), care s-a căsătorit în 1909 cu contele Alexander von Brandenstein-Zeppelin (1881–1949).
Ferdinand avea un nepot, Baron Max von Gemmingen, care, deși trecut de vârsta de recrutare, s-a oferit voluntar la începutul Primului Război Mondial pentru a deveni ofițer de stat major, fiind repartizat pe dirijabilul militar LZ 12 Sachsen.

## Cariera militară

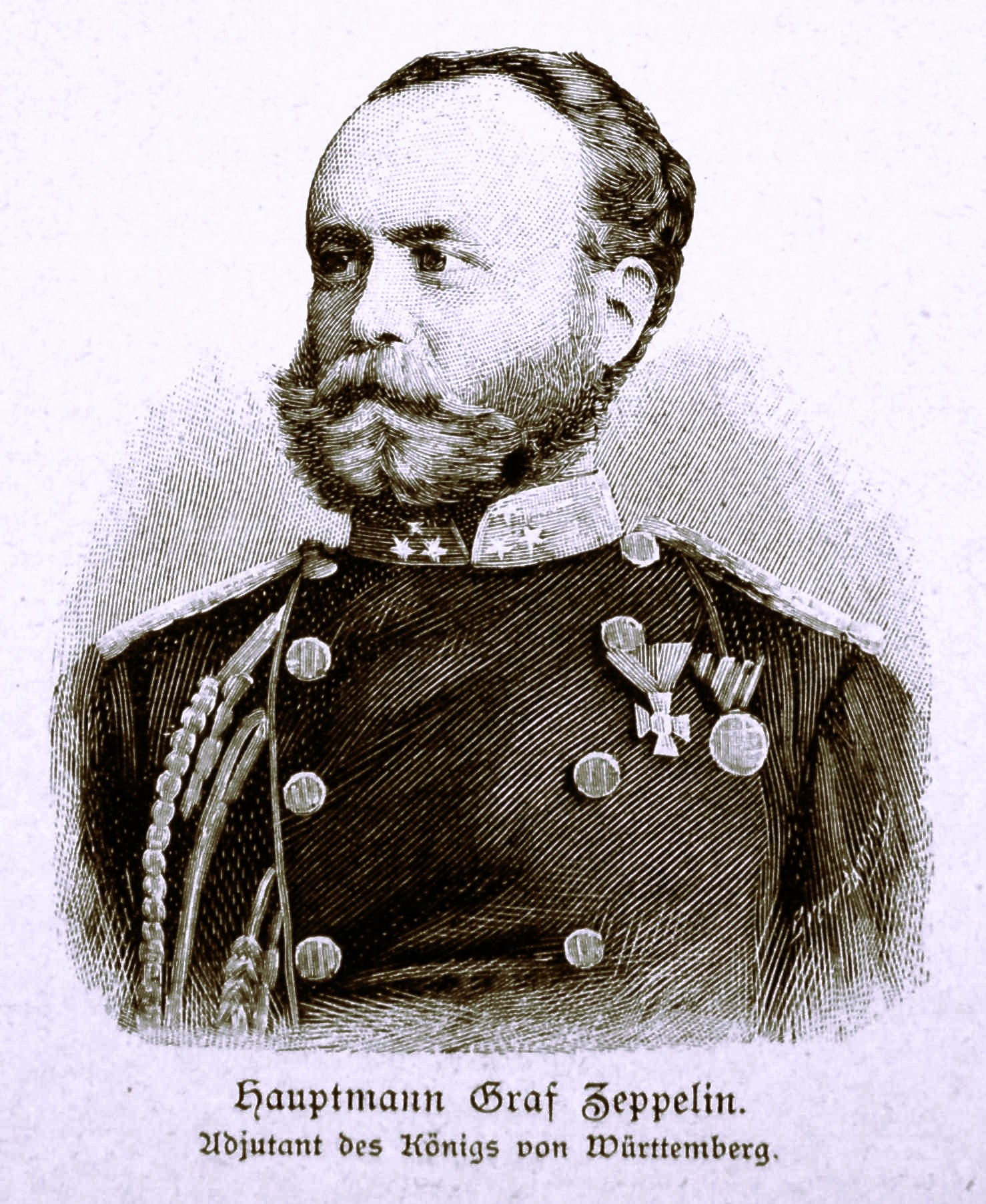
În uniformă, ca adjutant al lui Carol I al Württembergului, 1865

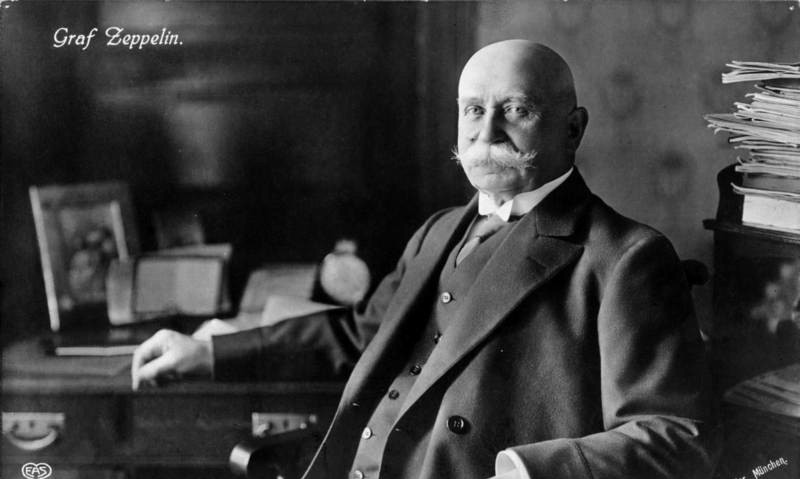
Zeppelin în 1900

În 1853, contele Zeppelin a plecat pentru a urma cursurile Politehnicii din Stuttgart, iar în 1855 a devenit cadet la școala militară din Ludwigsburg, începându-și astfel cariera de ofițer în armata Württembergului.
Până în 1858, Zeppelin fusese deja avansat la gradul de locotenent, iar în acel an i s-a acordat permisiunea de a studia științele, ingineria și chimia la Tübingen. Mobilizarea Württembergului pentru războiul austro-sardinian i-a întrerupt studiile în 1859, când a fost convocat în Ingenieurkorps (corpul de inginerie militară din Württemberg) la Ulm.
În 1863, Zeppelin a obținut permisie pentru a participa ca observator în Armata Potomacului a Uniunii, în timpul Războiului Civil American, în Virginia. Ulterior, a călătorit în Midwest-ul Superior alături de un grup care probabil includea și doi ruși. Sub îndrumarea unor ghizi nativi americani (probabil Ojibwe), au parcurs râul St. Louis din vestul lacului Superior, trecând apoi până la Crow Wing, Minnesota, pe cursul superior al fluviului Mississippi. Ajuns la St. Paul (cu diligența și trăsura), Zeppelin l-a întâlnit pe balonistul itinerant de origine germană John Steiner și a realizat prima sa ascensiune aeriană împreună cu acesta, pe 19 august, din apropierea Hotelului Internațional, în centrul orașului St. Paul. Mulți ani mai târziu, el a atribuit acestei experiențe începutul reflecțiilor sale asupra construcției de aparate dirijabile mai ușoare decât aerul.
În 1865, Zeppelin a fost numit adjutant al Regelui Württembergului și, în calitate de ofițer de stat major, a participat la Războiul Austro-Prusac din 1866. A fost decorat cu Ritterkreuz (Crucea de Cavaler) a Ordinului de Merit Militar al Württembergului. În timpul Războiului Franco-Prusac din 1870–1871, o misiune de recunoaștere în spatele liniilor inamice, în care a scăpat la limită de capturare, i-a adus notorietate printre germani.
Între 1882 și 1885, Zeppelin a fost comandantul Regimentului 19 de Ulani din Ulm, după care a fost numit trimis al Württembergului la Berlin. În 1890, a renunțat la această funcție pentru a reveni în serviciul militar, primind comanda unei brigăzi de cavalerie prusace. Modul în care a gestionat manevrele de toamnă din 1890 a fost aspru criticat, ceea ce l-a constrâns să se retragă din armată, deși cu rangul de General-locotenent.

### Promovări
- 23 septembrie 1858: Locotenent (începând cu decembrie 1871 second-lieutenant, iar din ianuarie 1899 Leutnant)
- 22 septembrie 1862: Ober-Lieutenant (din decembrie 1871 premier-lieutenant, iar din ianuarie 1899 Oberleutnant)
- 31 martie 1866: Rittmeister
- 4 mai 1873: Maior
- 18 septembrie 1880: Oberstlieutenant (din ianuarie 1899 Oberstleutnant)
- 12 ianuarie 1884: Colonel
- 4 august 1888: General-maior
- 18 noiembrie 1890: General-locotenent (din ianuarie 1899 Generalleutnant)
- 5 decembrie 1905: Caracter de General al Cavaleriei

## Dirijabile
Ferdinand von Zeppelin a servit ca observator oficial în cadrul Armatei Uniunii în timpul Războiului Civil American. În cursul Campaniei Peninsulare, el a vizitat tabăra de baloane a lui Thaddeus S. C. Lowe la scurt timp după ce serviciile lui Lowe au fost întrerupte de armată. Von Zeppelin s-a deplasat apoi la St. Paul, Minnesota, unde fostul balonist militar, John Steiner, de origine germană, oferea zboruri captive. Prima sa ascensiune cu balonul, realizată în timpul acestei vizite la Saint Paul, Minnesota, se spune că i-a inspirat ulterior interesul pentru aeronautică.
Ideile lui Zeppelin pentru construcția unor dirijabile de mari dimensiuni au fost exprimate pentru prima dată într-o însemnare din jurnal, datată 25 martie 1874. Inspirat de o prelegere recentă a lui Heinrich von Stephan despre „Serviciile poștale mondiale și transportul aerian”, el a conturat principiul de bază al viitoarelor sale aparate: o structură rigidă exterioară, de mari dimensiuni, conținând mai multe rezervoare de gaz separate. În 1887, succesul dirijabilului La France, construit de Charles Renard și Arthur Krebs în 1884, l-a determinat să-i trimită o scrisoare Regelui Württembergului despre necesitatea militară a dirijabilelor și despre lipsa dezvoltării germane în acest domeniu.
După demisia sa din armată în 1891, la vârsta de 52 de ani, Zeppelin și-a dedicat întreaga atenție construcției de dirijabile. El l-a angajat pe inginerul Theodor Gross pentru a testa diferite materiale și a evalua motoarele disponibile, analizând atât eficiența combustibilului, cât și raportul putere-greutate. De asemenea, a efectuat teste pentru elice și a căutat să obțină de la furnizori hidrogen de puritate superioară. Zeppelin era atât de sigur de conceptul său, încât, în iunie 1891, i-a scris secretarului Regelui Württembergului, anunțând că urma să înceapă construcția și a solicitat o evaluare din partea Șefului de Stat Major al Armatei Prusace. A doua zi, Zeppelin aproape că a renunțat, realizând că subestimase rezistența aerului, dar și-a reluat activitatea aflând că Hans Bartsch von Sigsfeld dezvoltase motoare ușoare, dar puternice, deși ulterior s-a dovedit că această informație era prea optimistă. În acest context, Zeppelin l-a rugat pe susținătorul său Max von Duttenhofer să preseze Daimler-Motoren-Gesellschaft pentru a produce motoare mai eficiente, pentru a nu rămâne în urma francezilor. Duttenhofer i-a scris lui Gross, amenințând cu retragerea sprijinului, iar Zeppelin l-a concediat pe Gross la scurt timp după aceea, motivând că acesta „era un obstacol în calea sa”.
În ciuda acestor obstacole, echipa lui Zeppelin a perfecționat ideea: o structură rigidă din aluminiu, acoperită cu un înveliș textil; multiple celule de gaz interne separate, fiecare având libertatea de a se extinde și contracta, eliminând astfel necesitatea folosirii de ballonet; un cadru modular ce permitea adăugarea de secțiuni și celule de gaz; comenzi, motoare și gondolă rigid atașate. După ce a publicat ideea în martie 1892, el l-a angajat pe inginerul Theodor Kober, care a început testarea și îmbunătățirea ulterioară a designului. Zeppelin a prezentat proiectele detaliate ale lui Kober din 1893 Serviciului de Dirijabile Prusac, al cărui comitet a evaluat proiectul în 1894. În iunie 1895, comitetul a recomandat acordarea unui fond minim, dar ulterior a retras oferta și a respins proiectul în luna iulie.
O lună mai târziu, în august 1895, Zeppelin a primit un brevet pentru designul lui Kober, descris ca un „tren dirijabil” (Lenkbarer Luftfahrzug mit mehreren hintereinanderen angeordneten Tragkörpern [Tren dirijabil cu mai multe structuri purtătoare dispuse una în spatele celeilalte]). Brevetul descrie un dirijabil format din trei secțiuni rigide, conectate flexibil. Secțiunea din față, destinată echipajului și motoarelor, avea 117,35 m lungime și o capacitate de gaz de 9514 mc; secțiunea din mijloc avea o lungime de 16 m și o sarcină utilă prevăzută de 599 kg, iar secțiunea din spate, de 39,93 m, avea o sarcină utilă de 1,996 kg.
La începutul anului 1896, conferința lui Zeppelin despre proiectele de dirijabile dirijabile, susținută în fața Asociației Inginerilor Germani (VDI), a impresionat atât de mult publicul, încât VDI a lansat un apel public pentru sprijin financiar. Acest demers a dus la primul contact cu Carl Berg, care a furnizat aliaje de aluminiu testate ulterior de Zeppelin, iar până în mai 1898, aceștia, împreună cu Philipp Holzmann, Daimler, Max von Eyth, Carl von Linde și Friedrich Voith, au format compania pe acțiuni Gesellschaft zur Förderung der Luftschiffahrt. Zeppelin a investit 441.000 de mărci, adică mai mult de jumătate din capitalul total. A început astfel construcția a ceea ce avea să devină primul dirijabil rigid de succes, Zeppelin LZ1.
Implicarea lui Berg în proiect a dus ulterior la acuzații conform cărora Zeppelin ar fi folosit brevetul și designurile dirijabilului din 1897 ale David Schwarz. Berg semnase un contract cu Schwartz, prin care se angaja să nu furnizeze aluminiu altor producători de dirijabile. Ulterior, el a făcut o plată văduvei lui Schwartz ca despăgubire pentru desființarea acestui acord. Acuzațiile conform cărora Zeppelin ar fi fost influențat de Schwarz au fost respinse de Eckener în 1938 și, de asemenea, au fost respinse de istoricii ulteriori. Designul lui Zeppelin era „radical diferit” atât în ceea ce privește dimensiunea, cât și cadrul său față de cel al lui Schwarz.

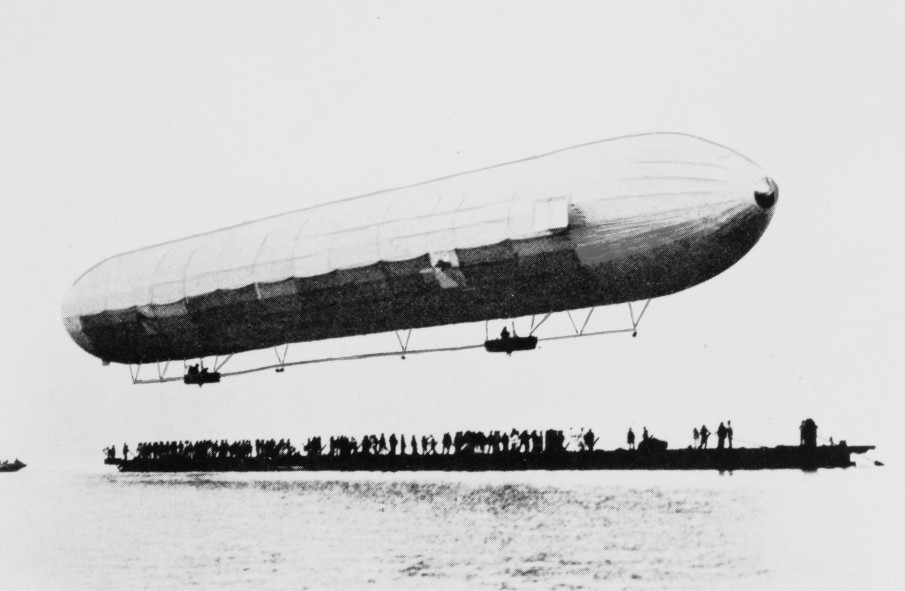
Primul zbor al LZ 1

La 2 iulie 1900, Zeppelin a efectuat primul zbor cu LZ 1 deasupra Lacul Constance lângă Friedrichshafen în sudul Germaniei. Dirijabilul s-a ridicat de la sol și a rămas în aer timp de 20 de minute, dar a fost avariat la aterizare. După reparații și câteva modificări, au mai avut loc două zboruri ale LZ 1 în octombrie 1900. Totuși, dirijabilul nu a fost considerat suficient de reușit pentru a justifica o investiție din partea guvernului, iar deoarece experimentele epuizaseră fondurile contelui Zeppelin, acesta a fost nevoit să suspende lucrările.
Zeppelin se bucura în continuare de sprijinul regelui Württemberg, care a autorizat organizarea unei loterii de stat ce a strâns 124.000 de mărci. O contribuție de 50.000 de mărci a fost primită din partea Prusiei, iar Zeppelin a obținut restul banilor necesari ipotecând domeniile soției sale. În continuare susținut de Daimler și Carl Berg, construcția celui de-al doilea său dirijabil, LZ 2, a început în aprilie 1905. Acesta a fost finalizat pe 30 noiembrie, când a fost scos pentru prima dată din hangar, însă un accident la manipularea la sol a cauzat ca botul să fie tras în apă, avariind suprafețele de control frontale. Reparațiile au fost finalizate pe 17 ianuarie 1906, când LZ 2 a efectuat singurul său zbor. Prea mult balast a fost aruncat la decolare, ceea ce a determinat dirijabilul să atingă o altitudine de 427 m. Aici, a întâlnit un vânt puternic, iar deși la început a reușit să-l înfrunte, eșecul motorului din față din cauza unor probleme de răcire, urmat de defecțiunea celuilalt motor din cauza unei arcuri de ambreiaj rupte, a lăsat dirijabilul la voia vântului. A fost coborât în apropiere de Kisslegg în munții Allgäu, cu unele daune cauzate de lovirea vârfului cu niște copaci în timpul ancorării, dar a fost avariat mult mai grav de vânturile puternice din noaptea următoare și a trebuit să fie demontat.
În mai 1906, a început lucrul la al treilea dirijabil, LZ 3. Acesta avea aceeași dimensiune și configurație ca LZ 2, dar cu o capacitate mai mare de gaz. Finalizat până la sfârșitul anului, a efectuat două zboruri de succes la o viteză de 48 km/h, iar în 1907 a atins o viteză de 58 km/h. Succesul LZ 3 a dus la o schimbare a atitudinii oficiale față de munca sa, iar Reichstagul a votat acordarea a 500.000 de mărci pentru a-și continua lucrările. Cu toate acestea, achiziționarea unui dirijabil de către guvern a fost condiționată de finalizarea cu succes a unui zbor de probă de 24 de ore. Știind că acest lucru era dincolo de capabilitățile LZ 3, s-au început lucrările la un dirijabil mai mare, LZ 4. Acesta a efectuat primul zbor pe 20 iunie 1908. 
Prăbușirea financiară a avut loc doar după ce Zeppelin LZ 4 a fost distrus de un incendiu la Leinfelden-Echterdingen, după ce s-a desprins din legături în timpul unei furtuni. Zborurile anterioare ale dirijabilului stârnisese un interes public semnificativ față de dezvoltarea dirijabilelor, iar o campanie de colectare ulterioară a adunat peste 6 milioane de mărci germane. Banii au fost folosiți pentru crearea Luftschiffbau-Zeppelin GmbH și pentru înființarea fundației Zeppelin (Zeppelin Stiftung).
După distrugerea LZ 4, LZ 3, care fusese avariat când hangarul plutitor s-a desprins din legături în timpul unei furtuni, a fost reparat. În același timp, a fost lungit cu 8 m. A fost reumflat pe 21 octombrie 1908 și, după o serie de zboruri scurte de test, a avut loc un zbor de 5 ore și 55 de minute pe 27 octombrie, cu fratele împăratului, Amiralul Prinț Heinrich, la bord. Pe 7 noiembrie, cu Prințul moștenitor Wilhelm ca pasager, a zburat 80 km până la Donaueschingen, unde se afla împăratul. În ciuda condițiilor meteorologice nefavorabile, zborul a reușit: două zile mai târziu, LZ 3 a fost acceptat oficial de către guvern, iar pe 10 noiembrie Zeppelin a fost recompensat cu o vizită oficială la Friedrichshafen din partea împăratului, în timpul căreia a avut loc un zbor scurt de demonstrație deasupra Lacului Constance și Zeppelin a fost decorat cu Ordinul Vulturului Negru.
Deși a fost construit un înlocuitor pentru LZ 4, LZ 5 a fost acceptat în serviciul armatei sub denumirea L II. Relația lui Zeppelin cu autoritățile militare a continuat să fie slabă și s-a deteriorat considerabil din cauza criticilor sale la adresa armatei după pierderea L II, care a fost luat de vânt din locul său de ancorare și distrus pe 25 aprilie 1910. Cu toate acestea, directorul de afaceri al Luftschiffbau-Zeppelin, Alfred Colsman, a venit cu un plan pentru a valorifica entuziasmul publicului față de dirijabilele lui Zeppelin, înființând o companie de transport de pasageri.
Până în 1914, Asociația Germană de Aviație (Deutsche Luftschiffahrtsgesellschaft sau DELAG) a transportat 37.250 de persoane în peste 1.600 de zboruri, fără niciun incident. În câțiva ani, revoluția Zeppelin a început să creeze era transportului aerian. În timpul Primului Război Mondial, Germania Imperială a decis să folosească dirijabilele ca bombardiere pe distanțe lungi, lansând numeroase atacuri asupra Belgiei, Franței și Regatului Unit.

## Alte aeronave
- 1899 planuri nerealizate pentru un avion cu roată cu palete[31]
- 1912 susținerea financiară a Flugzeugbau Friedrichshafen, care urma să furnizeze 850 de avioane între 1917 și 1918;[31]
- 1914 comisionează Claude Dornier pentru a dezvolta hidroavioane[31]
- 1914 înființează Versuchsbau Gotha-Ost împreună cu Robert Bosch, care a construit o serie de Riesenflugzeug (avioane gigantice) precum Zeppelin-Staaken R.VI[31]

## Familie
Contele Everhard von Zeppelin, locotenent în lăncierii germani, s-a căsătorit în noiembrie 1895 cu Mary „Mamie” McGarvey, fiica magnatului canadian William Henry McGarvey, proprietar al puțurilor de petrol din Galicia și a soției sale, Helena J. Weslowska. Un fost contele von Zeppelin s-a căsătorit cu o nepoată a primului Contele de Ranfurly.

## Moștenire

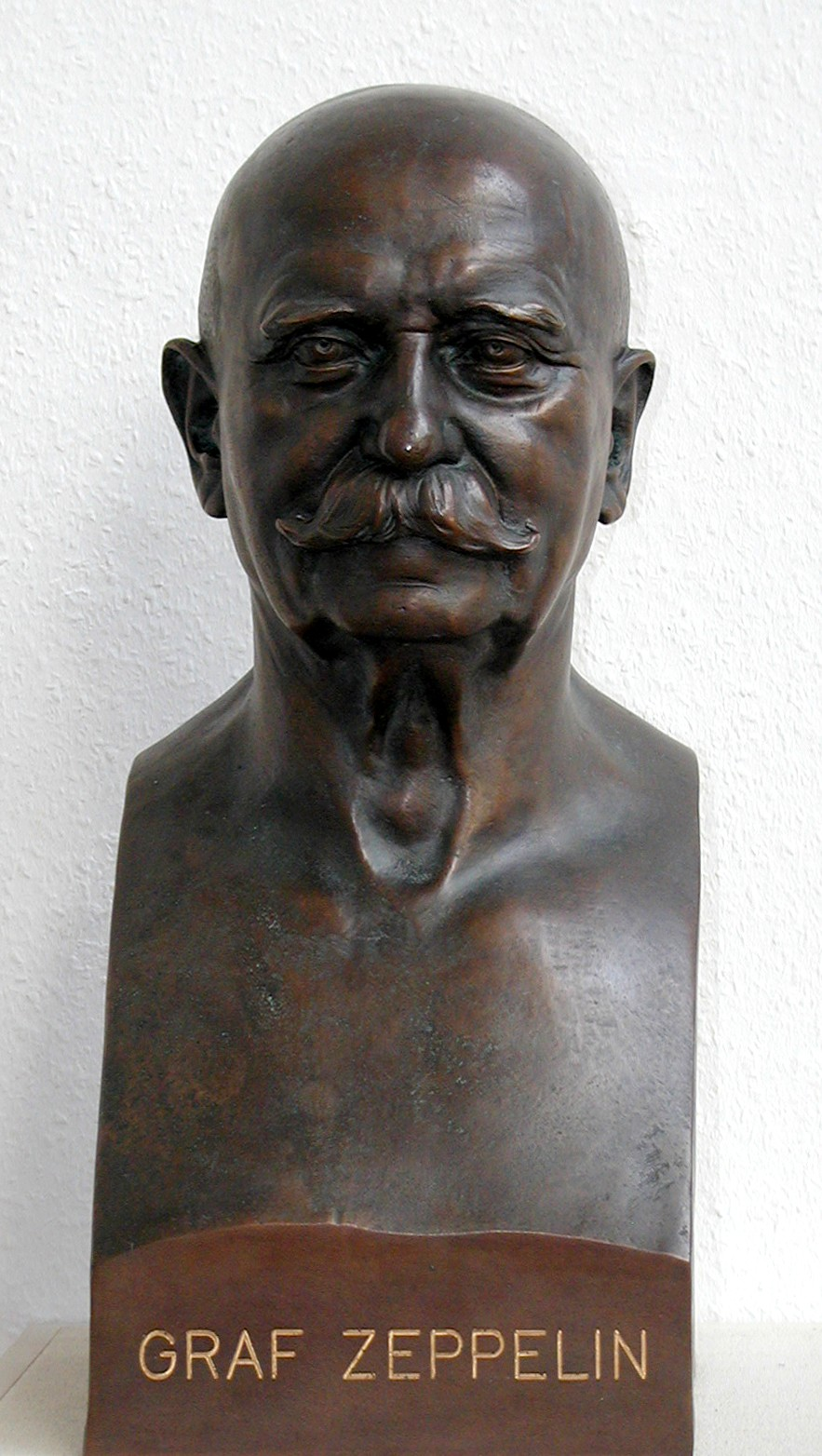
Bustul lui Zeppelin la Aeronauticum din Nordholz

Contele Zeppelin a murit la începutul anului 1917, înainte de sfârșitul Primului Război Mondial. Nu a trăit să vadă nici închiderea provizorie a proiectului Zeppelin din cauza Tratatul de la Versailles, nici a doua renaștere a dirijabilelor sub conducerea succesorului său Hugo Eckener.
În 1975, Zeppelin a fost inclus în International Air & Space Hall of Fame.